# 嘉吉
嘉吉（）は、日本の元号の一つ。永享の後、文安の前。1441年から1444年までの期間を指す。この時代の天皇は後花園天皇。室町幕府将軍は足利義教、足利義勝。

## 改元
- 永享13年2月17日（ユリウス暦1441年3月10日） 辛酉革命に当たるため改元
- 嘉吉4年2月5日（ユリウス暦1444年2月23日） 文安に改元

## 嘉吉期におきた出来事
元年
- 結城城の落城により結城氏朝、持朝らが自害。結城合戦終結。
- 6月24日（1441年7月12日） - 嘉吉の乱。播磨守護・赤松満祐が将軍・足利義教を自邸に招いて殺害し、領国の播磨へ逃れる。
- 8月、畿内で嘉吉の徳政一揆（嘉吉の土一揆）が起こる。

2年
- 6月、幕府管領の細川持之が辞職し、畠山持国が就任する。11月、足利義勝が7代将軍に就任する。

3年
- 9月、禁闕の変。後南朝と見られる一派が、襲撃した内裏から三種の神器を強奪。

### 出生
- 2年 5月25日（1442年7月3日） - 後土御門天皇、103代天皇（明応9年崩御）
- 元年（1441年）-山名政豊、守護大名（明応8年死去）
- 2年 - 畠山政長、武将、管領（明応2年死去）

### 死去
- 元年6月24日（1441年7月12日） - 足利義教、室町幕府6代将軍（応永元年出生）
- 元年6月24日(1441年7月12日)   - 京極高数、武将、守護大名 (生年不明)
- 元年6月24日(1441年7月12日)  - 山名熙貴、（生年不明）
- 元年7月21日（1441年8月7日）- 足利義将、（生年不明）
- 元年7月28日(1441年8月14日)  - 大内持世 、武将、守護大名（応永元年出生）
- 元年9月9日（1441年10月3日）- 赤松義雅、武将(応永4年出生)
- 元年9月(1441年10月3日)  - 竜門寺直操、(生年不明)
- 元年9月28日(1441年10月13日)  - 赤松教康、武将 (応永30年出生)
- 元年9月10日（1441年9月25日） - 赤松満祐、守護大名（南朝弘和元年/北朝永徳元年出生）
- 2年3月（1442年）- 足利義尊、（応永20年出生）
- 2年8月4日（1442年9月8日）-細川持之、武将、守護大名
- 3年7月21日（1443年8月16日） - 足利義勝、室町幕府7代将軍（永享6年出生）
- 3年7月28日 (1443年8月)  - 赤松教政、武将(生年不明)
- 世阿弥

## 西暦との対照表
※は小の月を示す。
| 嘉吉元年（辛酉） | 一月      | 二月※ | 三月※ | 四月  | 五月※ | 六月※ | 七月    | 八月  | 九月※ | 閏九月 | 十月※  | 十一月   | 十二月    |
| ---------------- | --------- | ----- | ----- | ----- | ----- | ----- | ------- | ----- | ----- | ------ | ------ | -------- | --------- |
| ユリウス暦       | 1441/1/23 | 2/22  | 3/23  | 4/21  | 5/21  | 6/19  | 7/18    | 8/17  | 9/16  | 10/15  | 11/14  | 12/13    | 1442/1/12 |
| 嘉吉二年（壬戌） | 一月      | 二月※ | 三月※ | 四月  | 五月※ | 六月※ | 七月    | 八月※ | 九月  | 十月   | 十一月 | 十二月※  |           |
| ユリウス暦       | 1442/2/11 | 3/13  | 4/11  | 5/10  | 6/9   | 7/8   | 8/6     | 9/5   | 10/4  | 11/3   | 12/3   | 1443/1/2 |           |
| 嘉吉三年（癸亥） | 一月      | 二月  | 三月※ | 四月※ | 五月  | 六月※ | 七月※   | 八月  | 九月※ | 十月   | 十一月 | 十二月※  |           |
| ユリウス暦       | 1443/1/31 | 3/2   | 4/1   | 4/30  | 5/29  | 6/28  | 7/27    | 8/25  | 9/24  | 10/23  | 11/22  | 12/22    |           |
| 嘉吉四年（甲子） | 一月      | 二月  | 三月※ | 四月  | 五月※ | 六月  | 閏六月※ | 七月※ | 八月  | 九月※  | 十月   | 十一月※  | 十二月    |
| ユリウス暦       | 1444/1/20 | 2/19  | 3/20  | 4/18  | 5/18  | 6/16  | 7/16    | 8/14  | 9/12  | 10/12  | 11/10  | 12/10    | 1445/1/8  |